# Man’s Castle
Man’s Castle (Alternativtitel: Ein Schloß in New York) ist ein US-amerikanischer Spielfilm mit Spencer Tracy und Loretta Young unter der Regie von Frank Borzage aus dem Jahr 1933.

## Handlung
Trina ist obdachlos und hat seit Tagen nichts mehr gegessen und schaut deshalb so sehnsüchtig auf die Tüte Popcorn, die Bill gerade an die Tauben verfüttert, dass dieser sie spontan zum Essen einlädt. Bill trägt einen Frack samt Zylinder, doch der zweite Blick enthüllt: Er macht als lebende Reklamefigur Werbung für eine Kaffeemarke. 
Nach dem fürstlichen Essen bietet Bill Trina Obdach in seiner bescheidenen Hütte am Rande der Slums am Hafen an. Trina ist überwältigt von so viel Hilfsbereitschaft und versucht alles, was in ihrer Macht steht, um Bill ein schönes und gemütliches Zuhause zu bieten. Die junge Frau verliebt sich in den meist rüde und abweisend auftretenden Bill, der eine Affäre mit der Tingeltangelsängerin Fay La Rue unterhält. Bill will um nichts auf der Welt seine Unabhängigkeit aufgeben, deshalb schläft er stets bei offenem Fenster, um immer den Mond und die Sterne sehen zu können. Eines Tages wird Trina von Bill schwanger. Obwohl die Nachricht Bill fast aus der Bahn wirft, verspricht er Trina, sich um sie und das Kind zu kümmern. Da die beiden kein Geld haben, lassen sie sich von einem herumziehenden Wanderprediger in einer kleinen Zeremonie trauen, ohne jedoch eine rechtskräftige Ehe einzugehen. Bill versucht durch einen Einbruch Geld für Trina zu beschaffen, aber der Überfall geht schief. Nur mit Mühe kann Bill entkommen. Kurz bevor die Polizei Bill festnehmen kann, springen Bill und Trina auf einen vorbeifahrenden Zug, um an einem anderen Ort ein neues Leben zu beginnen. 

## Hintergrund
Weder Loretta Young noch Spencer Tracy hatte im Verlauf ihrer bisherigen Karriere Rollen gespielt, die ihrem Talent und ihrer Ausstrahlung wirklich entsprachen. Young hatte zwar in über 40 Filmen mitgewirkt, jedoch setzte sie ihr Studio Warner Brothers meist in kostengünstig produzierten Romanzen und sozialkritischen Dramen ein. Für beide Schauspieler war es daher ein Glücksfall, als der Regisseur Frank Borzage sie für die Rollen in Man’s Castle einsetzte. 
Der Film gilt als Musterbeispiel für die Mischung aus Realismus und Romantik in den Werken von Bozarge. Dabei diente ihm die teilweise drastische Schilderung der Armut während der Weltwirtschaftskrise als Hintergrund für die Liebesgeschichte, in der sich die beiden Helden beweisen müssen. Seine Charaktere sind dabei losgelöst von der teilweise brutalen Realität. Für Borzage ist die Armut weniger eine tatsächliche als eine spirituelle Bedrohung für die Liebe zwischen Bill und Trina. Sie werden mithin nicht so sehr durch Hunger und Elend bedroht, denn durch den um sich greifenden Geist von Dekadenz und Hoffnungslosigkeit. Die Entwicklung von Bill ist exemplarisch für viele Helden bei Borzage: Unabhängigkeit und Selbstgenügsamkeit sind Ausdruck von Schwäche, nicht von Stärke. Erst durch den Glauben an etwas, das außerhalb des Tatsächlichen, auf einer metaphysischen Ebene liegt, schafft es Bill, sich aus Zynismus und Verzweiflung zu befreien. Indem er schließlich die Liebe von Trina anerkennt und sich ihrer annimmt, befreien sich beide am Ende von ihren Ängsten um die Zukunft. 
Die letzte Einstellung des Films, wenn Trina und Bill auf den vorbeifahrenden Zug springen und in ihre Zukunft fahren, spiegelt diese Entscheidung, sich durch die gegenseitige Verantwortung gleichsam von den alltäglichen Gefahren zu befreien. Die Kamera schwenkt nach oben, weg von den beiden Liebenden, die eng umschlungen auf dem strohbedeckten Waggonboden liegen. Die Kamera löst sich aus der beengten Umgebung und scheint, wie es John Belton in einem Essay über den Film ausdrückte

„schwerelos dahinzugleiten, in glorreicher und immerwährender Liebe.“

Der Filmhistoriker Hervé Dumont fasste die Botschaft des Regisseurs wie folgt zusammen. 

„[Die Filme] schildern nichts anderes als das Aufkeimen einer Zuneigung, die Suche nach Authentizität, einen inneren Werdegang. Der Poet der liebenden Intimität ist geboren und sein Stoff gefunden: Ein Mann und eine Frau, beides scheinbar hoffnungslose Einzelgänger, Außenseiter, ja sogar Deserteure, überwinden ihre egozentrischen Triebe, um sich im Lauf mehrerer Lebensprüfungen - ob Krieg, Krankheit oder Armut - gegenseitig aufzuwerten. Sie werden gefestigt durch ihre Liebe zueinander. Eine uneingeschränkte, betont unbürgerliche Liebe, die zugleich Objekt und Subjekt von Borzages ganzer Filmographie ist und je nach Story die Zeit, den Raum, möglicherweise den Tod transzendiert.“

Spencer Tracy, der zu dem Zeitpunkt bereits verheiratet war, und Loretta Young, deren erste Ehe annulliert wurde, verliebten sich während der Dreharbeiten und hatten eine Affäre, die die Klatschzeitungen weidlich ausschlachteten. Ende 1934 veröffentlichte Loretta Young dann eine Verlautbarung, wonach sie und Tracy, die beide katholisch waren, ihre Beziehung beendet hätten, da ihr Glaube ihnen die Scheidung verbieten würde und daher keine gemeinsame Zukunft möglich sei.